# Jiříkov
Jiříkov (njem. Georgswalde, hrv. Jurjevo) je grad na sjeveru Češke u  Ústečkom kraju na granici s njemačkim gradom Ebersbach-Neugersdorf. Prema popisu iz 2011. u gradu je živjelo 4.096 žitelja, što je znatno manje od 10.000 stanovnika koliko je imao tijekom 20. stoljeća.
Grad se dijeli na nekoliko mjesta: Stari Jiříkov, Novi Jiříkov, Loučné i Filipov. Grb grada prikazuje Svetog Jurja u borbi sa zmajem.

## Vanjske poveznice
- (češ.) Službene stranice grada